# Omer Corteyn
Omer Gustaaf Corteyn (Sint-Amandsberg, 10 oktober 1896 - 16 december 1979) was een Belgische atleet, die gespecialiseerd was in de sprint. Hij nam eenmaal deel aan de Olympische Spelen.

## Biografie
Omer Corteyn nam in 1920 op de 400 m deel aan de Olympische Spelen van Antwerpen. Hij werd uitgeschakeld in de kwartfinales. Samen met Jules Migeot, Omer Smet en François Morren behaalde hij een zesde plaats op de 4 x 400 m estafette.
Corteyn was aangesloten bij Racing Gent en daarna bij AA Gent.

## Persoonlijke records
| Onderdeel | Prestatie | Datum | Plaats |
| --------- | --------- | ----- | ------ |
| 400 m     | 50,7 s    | 1920  |        |

## Palmares

### 400 m
- 1920: 5e in ¼ fin. OS in Antwerpen - 52,1 s

### 4 x 400 m
- 1920: 6e OS in Antwerpen - 3.24,9